# Chu Mạnh Chấn

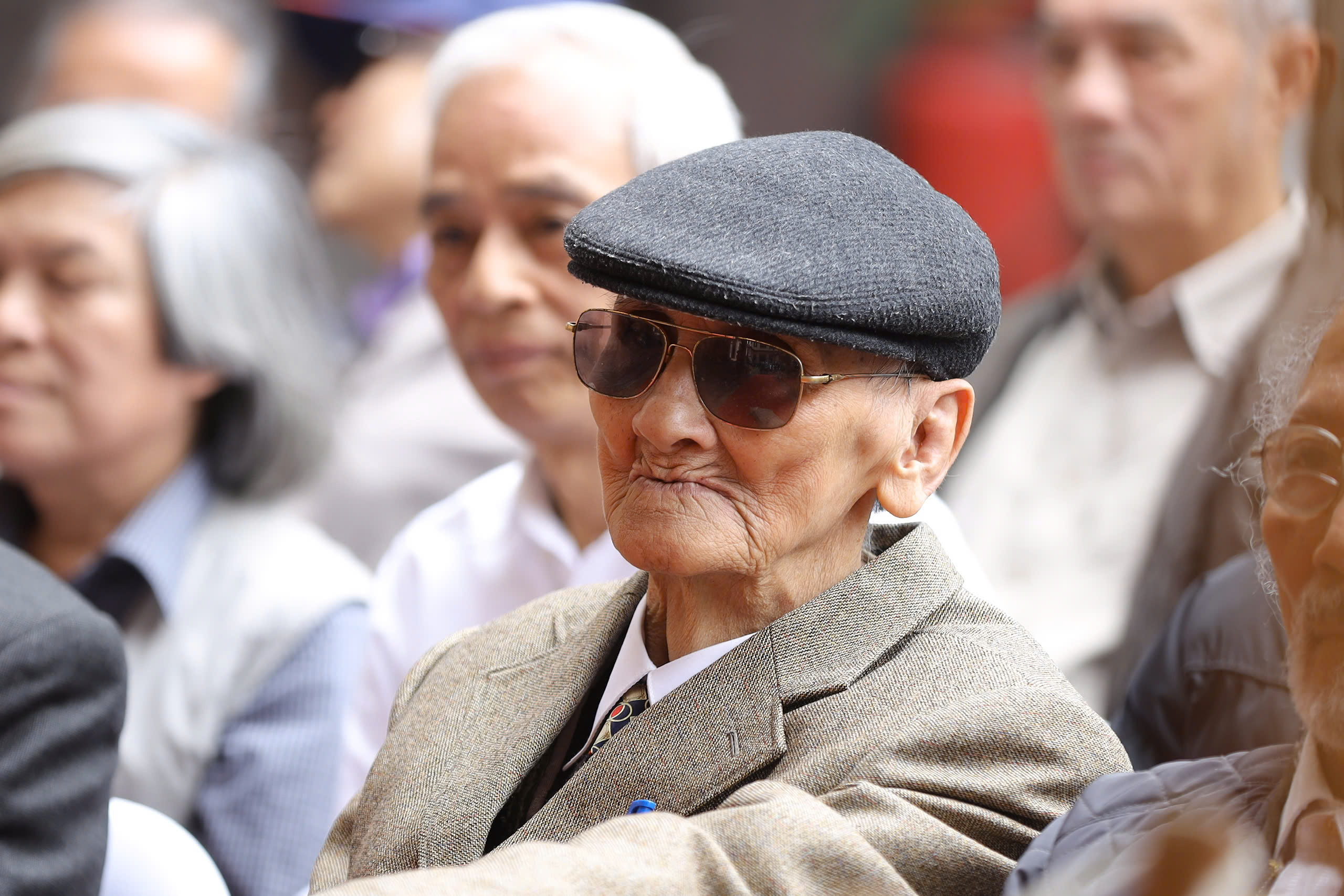

Nghệ nhân nhân dân Chu Mạnh Chấn (sinh năm 1932) là một họa sĩ và nghệ nhân Việt Nam nổi tiếng, người đã có những đóng góp to lớn cho nền thủ công mỹ nghệ Việt Nam. Ông được biết đến không chỉ qua những tác phẩm nghệ thuật đặc sắc mà còn qua vai trò là người thầy đầu ngành, đào tạo nhiều thế hệ nghệ nhân tại các làng nghề truyền thống.

## Cuộc đời và sự nghiệp
Chu Mạnh Chấn sinh năm 1932 tại làng Chàng Sơn, Thạch Thất, Hà Tây (nay là Hà Nội). Ông xuất thân từ một gia đình nghèo khó, mẹ mất sớm và cha, một họa sĩ tham gia kháng chiến, cũng hy sinh khi ông mới 10 tuổi. Ông chuyển ra Hà Nội sống với người anh họ và làm việc tại một hiệu may để tiếp tục học lên cấp III. Sự gặp gỡ tình cờ với thầy Trần Quang Trân tại Văn Miếu đã mở ra con đường nghệ thuật cho ông.
Chu Mạnh Chấn tốt nghiệp khóa 1 Trường Mỹ nghệ Quốc Gia (nay là Đại học Mỹ thuật Công nghiệp Hà Nội). Sau đó, ông trở thành giảng viên tại Trường Mỹ nghệ Hà Tây, nơi ông đã đào tạo nhiều thợ khảm trai, thợ mây tre đan, và các nghệ nhân khác, giúp họ hiểu và sáng tạo trong nghệ thuật hình họa. Ông là hội viên Hội Mỹ thuật Hà Nội và Hội Liên hiệp Văn học Nghệ thuật Hà Tây.
Chu Mạnh Chấn đã sáng tác nhiều tác phẩm nổi bật về phong cảnh làng quê, với những hình ảnh quen thuộc như cây đa, ao múa rối, cổng làng, chùa và chợ quê. Những bức tranh sơn mài của ông lưu giữ vẻ đẹp xưa cũ của làng quê Việt Nam, mang đậm chất thơ và hồn dân tộc.

## Các cuộc triển lãm[2]
Chu Mạnh Chấn đã tham gia nhiều triển lãm trong và ngoài nước, bao gồm:
- Triển Lãm Mỹ nghệ xuất khẩu (1960)
- Triển Lãm Mỹ Thuật Toàn Quốc (1980 - 1985)
- Triển Lãm tại Cộng hoà Dân chủ Đức (1986)
- Triển Lãm Mỹ Thuật Hà Tây lần 1 (1993)
- Triển Lãm Khu vực Đồng bằng Sông Hồng (1996, 1997, 1999, 2000, 2001)
- Triển Lãm Mỹ Thuật Hà Tây lần 2 (1997)
- Triển Lãm Mỹ Thuật Hà Tây lần 3 (2003)
- Triển Lãm cá nhân "Ký Ức Quê Hương" (2004)
- Triển Lãm cá nhân tranh sơn mài "Miền Ký Ức" tại Bảo tàng Mỹ Thuật Việt Nam (2021)

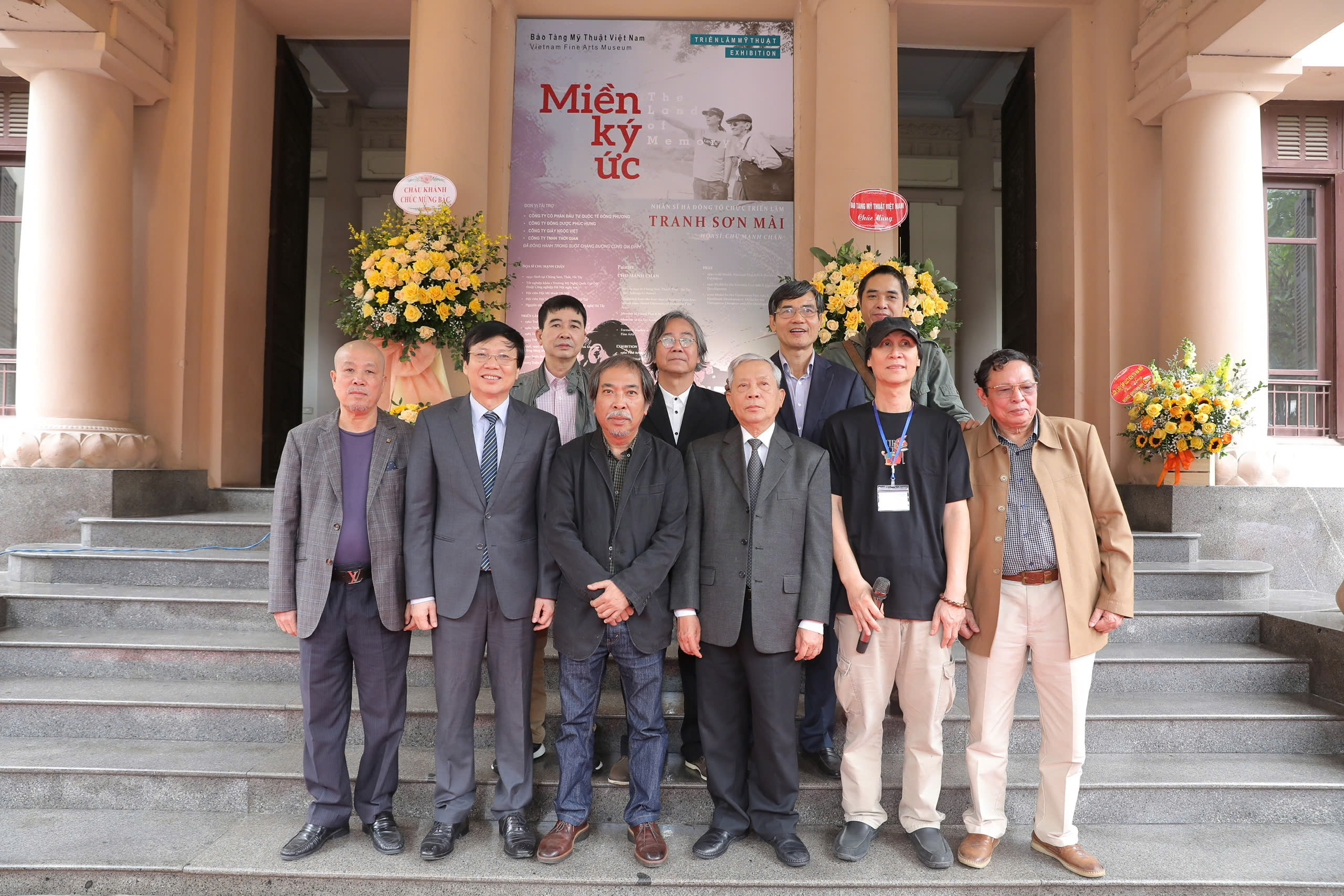

## Tác phẩm tiêu biểu
Một số tác phẩm nổi bật của Chu Mạnh Chấn bao gồm:

- "Ca trù"[3]
- "Chùa Tây Phương"
- "Cổng làng"
- "Cổng làng Thổ Hà"
- "Đình làng Hạ"
- "Lễ hội chùa Thầy"[4][5]
- "Bản Mường"[4]
- "Lâm Dương Quán Đa Sỹ"[6]
- "Chợ Bắc Hà"
- "Hội Thầy"

## Tôn vinh
- Chu Mạnh Chấn đã nhận được nhiều giải thưởng và tặng thưởng trong sự nghiệp.
- Ông được ghi danh là Nghệ nhân Nhân dân, một vinh dự lớn thể hiện sự công nhận và tôn vinh tài năng của ông trong lĩnh vực nghệ thuật và thủ công mỹ nghệ.
